# 朴寶劍
朴寶劍（1993年6月16日—），韓國男演員。

## 個人生活
朴寶劍於1993年6月16日出生於韓國首爾，是家中三名孩子中排行最小的一位。名字由韩国教會牧師所取，寓意是「像國王手中的寶劍一樣珍貴」。他的母親在他四年級的時候去世，他在五歲的時候開始學習鋼琴，並曾在教堂擔任鋼琴手和唱詩班成員，他也曾加入首爾木洞中學的游泳校隊。
在高中二年級的時候，朴寶劍寄送了一段他唱歌和彈鋼琴的影片給很多著名的藝人經紀公司，並收到了許多通知。朴寶劍一開始是想成為一名創作歌手，但因爲被建議演戲而在之後選擇改變事業方向。
2012年高中畢業後，於2014年3月入讀明知大學的電影與音樂劇學系。第二年，他代表大學的文化海外交流項目赴往在英國、法國、義大利、瑞典的許多城市，2018年2月得到貢獻獎並畢業。
2014年，朴寶劍的父親生意失敗，朴寶劍因擔任父親貸款的擔保人而負債8億韓元，於12月向法院申請破產。
2020年6月2日媒體報導朴寶劍於5月1日至13日期間，向韓國兵務廳提交《2020年8月入伍海軍兵》志願書，並已於6月1日接受韓國海軍文化宣傳團鋼琴（鍵盤兵）領域面試，面試結果將於6月25日公佈，若合格，將於8月31日進入海軍兵669期教育課程。包括6周的基礎訓練在內，將在結束共20個月的服役期後，於2022年4月30日退伍。據悉朴寶劍的父親是海軍出身，他因此受到了影響。  同日，經紀公司表示朴寶劍是在本人的意志及所屬公司只有一部分相關人士知道的情況下默默的進行了申請。
2020年6月25日朴寶劍所屬公司通過正式立場表示朴寶劍錄取海軍文化宣傳兵，於2020年8月31日入伍。2022年4月30日退伍。

## 演藝事業

### 2011–2013：事業起步
2011年，朴寶劍加入經紀公司SidusHQ并正式成為演員，同时出演電影《盲證》中的一名配角。
2012年，加入經紀公司Blossom Entertainment之後，陸續出演動作喜劇電影《醜男大變身》、KBS特別劇《靜止照片》、水木劇《新娘面具》。
2013年，朴寶劍首次擔任主要角色，在SBS週末劇《完美媽媽》中飾演花花公子高英俊。

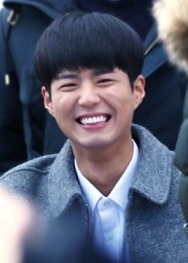
2016年2月15日於《請回答1988》粉絲簽名會

### 2014–2015：人氣上升和事業突破
2014年2月，朴寶劍在SBS週末連續劇《真是好時節》中飾演李瑞鎮的少年時期。
2014年10月在改編自日本漫畫的KBS2電視劇《明日如歌》中飾演大提琴奇才李允厚。朴寶劍憑藉這些角色雙雙入圍KBS演技大賞和大田電視劇節的男子新人賞。接連出演的兩部賣座電影中《走向盡頭》在坎城影展播映，另一部《鳴梁》更是榮登南韓最高電影票房紀錄。
2015年4月，出演的電影《儲物櫃女孩》亦在坎城影展播映。朴寶劍憑藉電影中的角色入圍百想藝術大賞的電影部門男子新人演技賞，並獲得了第11屆MaxMovie最佳電影賞的新星賞提名。2015年5月，朴寶劍與韓國團體Red Velvet成員Irene共同主持《音樂銀行》，因演唱和主持功力而開始備受關注。媒體稱他們二人是該節目開播18年來的最佳主持拍檔之一，而朴寶劍更因此獲得KBS演藝大賞的綜藝部門男子新人賞。2015年6月，出演KBS月火劇《記得你》，劇中飾演的律師及連續殺人犯被視為顛覆他以往的角色和公眾形象，大受觀眾和影評家的好評。朴寶劍憑藉劇中的角色獲得了同年年底舉辦的KBS演技大賞的人氣賞和男子助演賞。
2015年11月，朴寶劍在tvN「請回答」系列電視劇《請回答1988》中飾演主角之一。該劇收視率最高達到18.8%，成為韓國史上有線電視最高收視電視劇，朴寶劍憑藉該劇獲得「國民弟弟」的稱號。朴寶劍因此劇在韓國迅速成名，被認為是一位新崛起的韓流明星，音樂風雲榜為他頒發最佳國際藝人獎、美國DramaFever大獎為他頒發新星獎、tvN10 Awards為他頒發亞洲明星賞。

### 2016年至今：主流市場成功

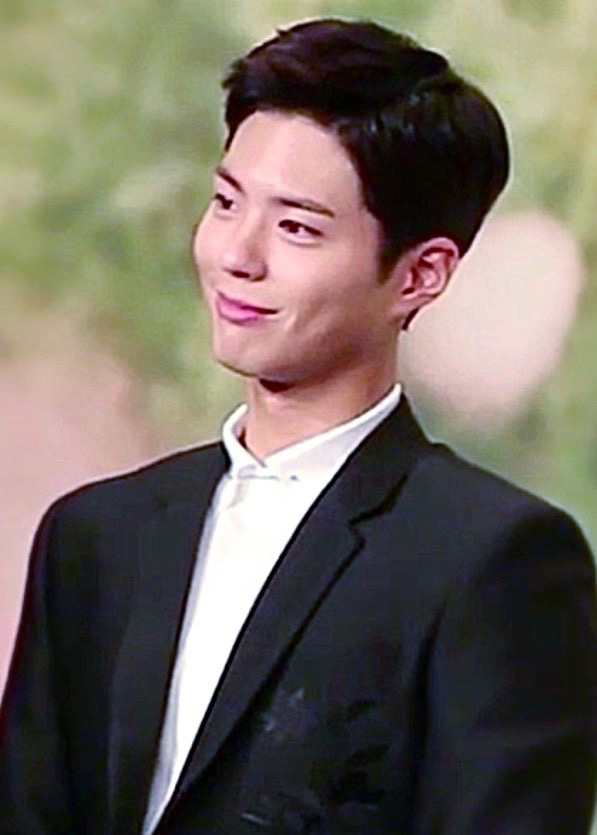
2016年8月18日於《雲畫的月光》記者會

2016年2月，朴寶劍參加tvN旅遊節目《花樣青春：非洲篇》。之後參加KBS綜藝節目《兩天一夜》，朴寶劍出演的集數收視率達到19.9%，成為該節目兩年內收視率最高點。
2016年6月，朴寶劍辭去《音樂銀行》主持身分。
2016年8月，朴寶劍與金裕貞主演KBS歷史劇《雲畫的月光》，該劇在國內外反響熱烈，最高收視率達到23.3%。該劇的受歡迎程度被媒體稱為「月光綜合症」，KBS稱該劇為「朴寶劍題材」作品，奠定了朴寶劍作為一名多才多藝主演的地位，不但拿下了2016KBS演技大賞男子最優秀演技獎，該劇更入圍第53屆百想藝術大賞電視劇部門十大候選名單。朴寶劍也為該劇原聲帶獻唱了個人第一首音樂作品《我的人（내 사람）》，作品在以Melon為首的韓國多家線上音源排行榜中奪冠，並在Gaon Chart排行榜上首發第3名。
2016年12月10日朴寶劍開啟了他的首輪亞洲巡迴粉絲見面會，截至2017年3月為止共舉行了八場。
2017年2月韓國《富比士》公布「2017最具影響力名人榜」，朴寶劍摘下冠軍成為史上首位奪得韓國富比士名人榜冠軍的演員。韓國蓋洛普調查，朴寶劍成為史上最年輕的年度最佳電視劇演員。
之後，他暫停了兩年的演藝事業，專注於學業。
2018 年大學畢業後，朴寶劍在《男朋友》中首次擔任當代主角。 該劇部分在古巴拍攝，成為有線電視歷史上收視率最高的韓劇之一，全國收視率達到10.329%。《男朋友》的轉播權被出售給韓國以外的多個國家。朴寶劍因其細膩的表演而受到讚譽，甚至在該劇首播之前就在演員話題度指數中排名第一，並在剩餘的播出時間裡保持著榜首的位置，因此他被稱為“國民男友”。他在 2018 年韓國蓋洛普年度電視演員調查中排名第 4。
2019年，朴寶劍發行了首張日本單曲《Bloomin'》。
2020 年 3 月，在日本波麗佳音旗下發行了首張專輯《Blue Bird》。專輯中有 11 首曲目，包括 2019 年的單曲“Bloomin'”和“Dear My Friend”。   2020年8月，為配合出道九周年，發行了單曲《All My Love》。
2020年9月7日朴寶劍入伍前拍攝的電視劇作品《青春紀錄》於tvN電視台與Netflix影音平台上首播。
2022年4月30日退伍後，與《雲畫的月光》的主演重聚，參加綜藝節目《青春MT》，該節目在TVING上播出。
2022年12月，與經濟公司Blossom Entertainment 結束了十年的簽約。2023年1月他與The Black Label 經紀公司簽約。
2023年，朴寶劍在音樂劇《Let Me Fly》擔任主角，首次登台亮相。由於需求量增加，門票在兩分鐘內售罄。他的表演獲得了正面評價，並入圍韓國音樂劇獎最佳新人男演員。
2024年6月他參加JTBC和Disney+的真人實境秀綜藝節目《我的名字是加百列》前往海外，在愛爾蘭都柏林體驗72個小時盧里（合唱團團長）的生活。
2024年11月21日，在加利福尼亞洲洛杉磯主持了2024年MAMA Awards，這是第一次在亞洲以外舉行的頒獎典禮。
2025年3月憑藉Netflix劇集《苦盡柑來遇見你》梁寬植一角，再次收穫觀眾喜愛，同年第二次入圍百想藝術大賞男子最優秀演技賞，並獲得青龍系列大獎人氣明星賞。
2025年3月14日，朴寶劍開始主持《The Seasons: Park Bo-gum's Cantabile》，為KBS深夜音樂脫口秀節目的第七季，是第一位主持該節目的演員，也是歷任主持最多集數的主持人，本季於2025年8月1日播畢，共21集。因受大眾喜愛，朴寶劍在2025年8月1日發行數位單曲《Uphill Road》（feat. Yoon Jong Shin)，同年獲得第52屆韓國放送大獎最優秀綜藝人獎。
2025年5月出演Prime Video《健將聯盟》，劇中飾演奧運拳擊金牌得主，透過奧運特招成爲強力特殊組的新人警察。成功轉型動作英雄，以及他在描繪動作、喜劇、浪漫方面的多才多藝而受到讚揚。同年入圍2025年亞洲內容獎和全球OTT獎最佳男主角，朴寶劍還為該劇發行原創歌曲《Waterfall》。

## 公眾形象
朴寶劍以品行正直著稱。他的同事形容他是一位善良又有禮貌的人，公司老闆車太鉉坦言一開始看到朴寶劍時非常擔心，因為他「太善良」，他說：「第一次看到他的時候就想說這孩子要怎麼在演藝圈待下去啊？」他甚至想過朴寶劍可能只是「表面善良」，但經過觀察後發現才發現自己錯了，大讚朴寶劍有「不需要解釋的天生魅力」。廣告界讚譽他保有如同孩子般純真的氣質，男子氣概，易與人相處，聰明以及正向積極的態度。他的影響力被媒體封為「寶劍魔力」，《雲畫的月光》之後他被稱為「國民世子」。他也因為擁有不同年齡層的粉絲而被稱為「國民女婿」的最佳候選人。

## 影視作品

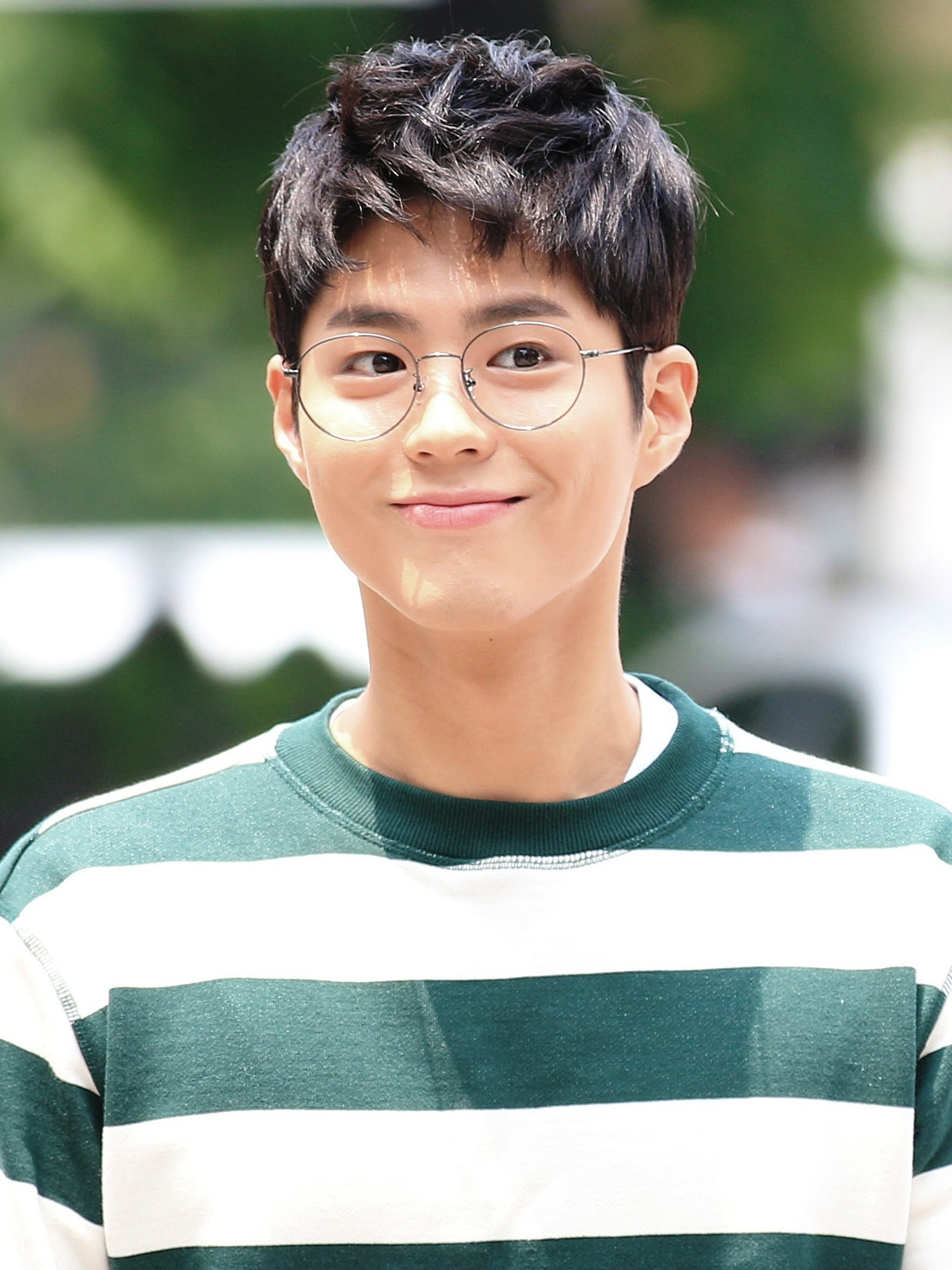
2016年6月10日於《音樂銀行》上班路

### 電視劇
| 年份 | 電視台  | 劇名                         | 角色           | 備註     |
| ---- | ------- | ---------------------------- | -------------- | -------- |
| 2012 | OCN     | 《英雄》                     | 姜東宇         | 客串     |
| 2012 | KBS2    | 《Drama Special - 靜止照片》 | 金賢秀（少年） | 客串     |
| 2012 | KBS2    | 《新娘面具》                 | 咸民奎         | 男配角   |
| 2013 | SBS     | 《完美媽媽》                 | 高英俊         | 男配角   |
| 2014 | KBS2    | 《真是好時節》               | 姜東碩（少年） | 客串     |
| 2014 | KBS2    | 《明日如歌》                 | 李允厚         | 男配角   |
| 2015 | KBS2    | 《製作人》                   | 朴寶劍         | 特別出演 |
| 2015 | KBS2    | 《記得你》                   | 鄭善浩／李民   | 主演     |
| 2015 | tvN     | 《請回答1988》               | 崔澤           | 主演     |
| 2016 | KBS2    | 《雲畫的月光》               | 李韺           | 主演     |
| 2018 | tvN     | 《男朋友》                   | 金振赫         | 主演     |
| 2020 | JTBC    | 《梨泰院Class》              | 廚師           | 特別出演 |
| 2020 | tvN     | 《青春紀錄》                 | 史彗峻         | 主演     |
| 2025 | Netflix | 《苦盡柑來遇見你》           | 梁寬植         | 主演     |
| 2025 | JTBC    | 《健將聯盟》                 | 尹東柱         | 主演     |

### 電影
| 年份   | 片名                  | 角色           | 備註       |
| ------ | --------------------- | -------------- | ---------- |
| 2011   | 《盲證》              | 金東賢         |            |
| 2012   | 《醜男大變身》        | 車哲秀（少年） |            |
| 2014   | 《非常警探》          | 李鎮浩         |            |
| 2014   | 《鳴梁》              | 裴守峰         |            |
| 2015   | 《一閃一閃 撲通撲通》 | 俊宇           | 公益微電影 |
| 2015   | 《中國城》            | 朴錫賢         |            |
| 2021   | 《永生戰》            | 徐.福          |            |
| 2024   | 《Wonderland》        | 朴泰柱         |            |
| 待公布 | 《刀，高豆幕汗之劍》  |                |            |
| 待公布 | 《夢遊桃源圖》        |                |            |

### MV
| 年份 | 歌手   | 曲名               | 備註                        |
| ---- | ------ | ------------------ | --------------------------- |
| 2015 | d.ear  | Forget You         | Teaser Video                |
| 2020 | 李承哲 | 내가 많이 사랑해요 | Sculptor Webtoon OST Part.1 |
| 2025 | 朴寶劍 | On My Way          | 2025年韓國觀光大使          |

## 綜藝節目
| 年份 | 電視台 | 節目名稱                          | 備註 |
| ---- | ------ | --------------------------------- | ---- |
| 2016 | tvN    | 《花樣青春納米比亞篇》            |      |
| 2016 |        | 《兩天一夜》                      |      |
| 2017 |        | 《無限挑戰》                      |      |
| 2018 |        | 《孝利家民宿》                    |      |
| 2022 | TVING  | 《青春MT》                        |      |
| 2024 | JTBC   | 《我的名字是加百列》              |      |
| 2025 | KBS    | 《The seasons 朴寶劍的cantabile》 |      |

## 主持

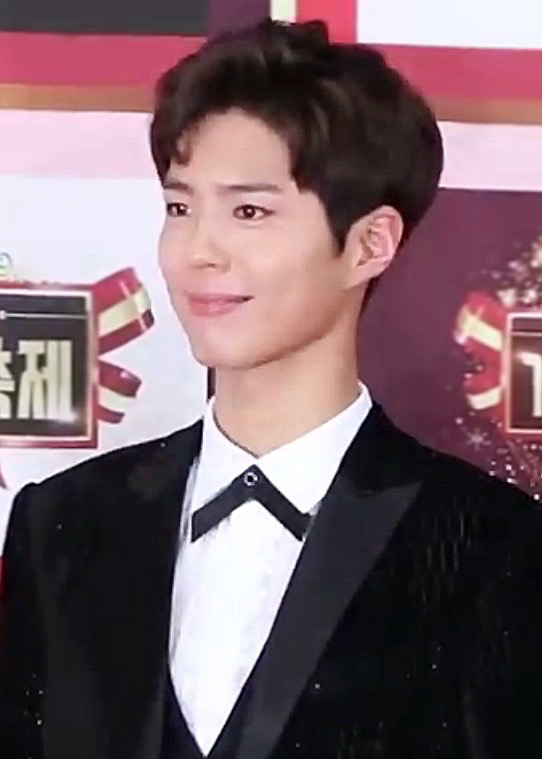
2016年12月29日於《KBS歌謠大慶典》紅毯

| 播出日期                    | 電視台 | 節目                                        | 備註                  |
| --------------------------- | ------ | ------------------------------------------- | --------------------- |
| 2015年5月1日－2016年6月24日 | KBS    | 《音樂銀行》                                | 與Irene（Red Velvet） |
| 2015年12月31日              | KBS    | 《2015 KBS演技大賞》                        | 與全炫茂、金所炫      |
| 2016年12月29日              | KBS    | 《2016 KBS歌謠盛典》                        | 與雪炫（AOA）         |
| 2016年12月31日              | KBS    | 《2016 KBS演技大賞》                        | 與全炫茂、金智媛      |
| 2017年8月4日                | KBS    | 《Music Bank World Tour Show in Singapore》 | 與Irene（Red Velvet） |
| 2017年9月2日                | KBS    | 《Music Bank World Tour Show in Jakarta》   | 與Irene（Red Velvet） |
| 2017年11月29日              | Mnet   | 《2017年Mnet亞洲音樂大獎 in Japan》         |                       |
| 2018年3月23日               | KBS    | 《Music Bank in Chile》                     |                       |
| 2018年5月3日                | JTBC   | 《第54屆百想藝術大賞》                      | 與申東燁、秀智        |
| 2018年9月15日               | KBS    | 《Music Bank in Berlin》                    | 與全昭彌              |
| 2018年12月12日              | Mnet   | 《2018年Mnet亞洲音樂大獎 in Japan》         |                       |
| 2019年1月19日               | KBS    | 《Music Bank in Hong Kong》                 | 與多賢、陳貝兒        |
| 2019年5月1日                | JTBC   | 《第55屆百想藝術大賞》                      | 與申東燁、秀智        |
| 2019年12月4日               | Mnet   | 《2019年Mnet亞洲音樂大獎 in Japan 》        |                       |
| 2020年6月5日                | JTBC   | 《第56屆百想藝術大賞》                      | 與申東燁、秀智        |
| 2022年5月6日                | JTBC   | 《第58屆百想藝術大賞》                      | 與申東燁、秀智        |
| 2022年11月30日              | Mnet   | 《2022年MAMA大獎》(第二天)                  | 第一天主持為全昭彌    |
| 2023年4月8日                | KBS2   | 《Music Bank in Paris》                     |                       |
| 2023年4月28日               | JTBC   | 《第59屆百想藝術大賞》                      | 與申東燁、秀智        |
| 2023年10月22日              | KBS2   | 《Music Bank in Mexico》                    |                       |
| 2023年11月29日              | Mnet   | 《2023年MAMA大獎》(第二天)                  |                       |
| 2024年5月4日                | KBS2   | 《Music Bank in Belgium》                   |                       |
| 2024年5月7日                | JTBC   | 《第60屆百想藝術大賞》                      | 與申東燁、秀智        |
| 2024年10月12日              | KBS2   | 《Music Bank in Madrid》                    |                       |
| 2024年11月21日              | Mnet   | 《2024年MAMA大獎》(第一天)                  |                       |
| 2025年5月5日                | JTBC   | 《第61屆百想藝術大賞》                      | 與申東燁、秀智        |

## 音樂作品

### 專輯
| 發行日期      | 名稱          | 最高名次   | 銷售量 | 備註 |
| 發行日期      | 名稱          | 日本Oricon | 銷售量 | 備註 |
| ------------- | ------------- | ---------- | ------ | ---- |
| 2020年3月18日 | 《blue bird》 | 8          | 11,313 | 日語 |

### 實體單曲
| 發行日期      | 名稱            | 最高名次   | 銷售量 | 備註                                                                                          |
| 發行日期      | 名稱            | 日本Oricon | 銷售量 | 備註                                                                                          |
| ------------- | --------------- | ---------- | ------ | --------------------------------------------------------------------------------------------- |
| 2019年3月20日 | 《Bloomin'》    | 3          | 26,873 | 日語                                                                                          |
| 2020年8月12日 | 《ALL MY LOVE》 |            |        | 實體專輯於韓國、日本同步發行；韓國採限量發行；音源於8月10日出道紀念日通過全球音源服務平台公開 |

### 數位單曲
| 發行日期       | 曲目                                  | 備註                                 |
| -------------- | ------------------------------------- | ------------------------------------ |
| 2018年10月12日 | 去看星星吧 《별 보러 가자》           | EiDER 廣告曲                         |
| 2019年12月20日 | 《Happy Merry Christmas》             | 送給粉絲的聖誕禮物，並親自參與作詞   |
| 2025年7月24日  | 《On My Way》                         | 2025年韓國觀光大使                   |
| 2025年8月1日   | 《Uphill Road》(Feat. Yoon Jong Shin) | The Seasons:Cantabile of Park Bo Gum |

### 原聲帶
| 發行日期       | 名稱                       | 最高名次 | 銷售量 （數字音樂） | 專輯                       |
| 發行日期       | 名稱                       | 韓國Gaon | 銷售量 （數字音樂） | 專輯                       |
| -------------- | -------------------------- | -------- | ------------------- | -------------------------- |
| 2016年10月11日 | 〈我的人（내 사람）〉      | 3        | - 韓國：335,921+    | 《雲畫的月光 OST Part.11》 |
| 2024年8月29日  | 〈세상은 변해가〉          |          |                     | 《Let Me Fly OST》         |
| 2024年8月29日  | 〈정분아〉                 |          |                     | 《Let Me Fly OST》         |
| 2024年8月29日  | 〈좁고 좁은 방〉           |          |                     | 《Let Me Fly OST》         |
| 2024年8月29日  | 〈여행〉                   |          |                     | 《Let Me Fly OST》         |
| 2024年8月29日  | 〈패션의 리더〉            |          |                     | 《Let Me Fly OST》         |
| 2024年8月29日  | 〈바늘을 틀어 + 선희야 2〉 |          |                     | 《Let Me Fly OST》         |
| 2024年8月29日  | 〈여행 (Special)〉         |          |                     | 《Let Me Fly OST》         |
| 2025年7月13日  | 〈Waterfall〉              |          |                     | 《健將聯盟 OST Part.7》    |

## 粉絲見面會

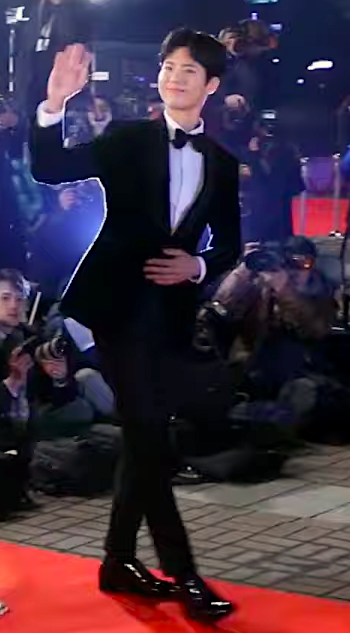
2016年12月31日於《KBS演技大賞》紅毯

| 日期                                                                | 城市                       | 場所                       | 備註                           | 來源                       |
| 我們的第一次相遇，心動（）                                          | 我們的第一次相遇，心動（） | 我們的第一次相遇，心動（） | 我們的第一次相遇，心動（）     | 我們的第一次相遇，心動（） |
| ------------------------------------------------------------------- | -------------------------- | -------------------------- | ------------------------------ | -------------------------- |
| 2016年1月16日                                                       | 首爾                       | KBS Arena                  | 高庚杓特別登場                 | [ 113 ]                    |
| Close to U, Park Bo Gum 1st Fan meeting in Taiwan                   |                            |                            |                                |                            |
| 2016年4月23日                                                       | 臺灣臺北                   | 臺北國際會議中心           |                                | [ 114 ]                    |
| 2016-2017 Park BoGum Asia Tour, Oh Happy Day                        |                            |                            |                                |                            |
| 2016年12月10日                                                      | 马来西亚吉隆坡             | 吉隆坡會展中心             |                                | [ 115 ]                    |
| 2016年12月17日                                                      | 香港赤鱲角                 | 亞洲國際博覽館             |                                | [ 116 ]                    |
| 2017年1月13日                                                       | 印度尼西亞雅加達           | 卡萨布兰卡 (印尼)          |                                | [ 117 ]                    |
| 2017年1月22日                                                       | 臺灣 臺北                  | 臺大綜合體育館             | 宋仲基特別登場                 | [ 118 ]                    |
| 2017年2月4日                                                        | 日本東京                   | 東京國際會議中心           |                                | [ 119 ]                    |
| 2017年2月11日                                                       | 泰國曼谷                   | Muang Thong Thani          | 宋仲基特別登場                 | [ 120 ]                    |
| 2017年2月18日                                                       | 新加坡波娜維斯達           | 星宇表演藝術中心           | 宋仲基特別登場                 | [ 121 ]                    |
| 2017年3月11日                                                       | 首爾                       | 慶熙大學和平殿堂           | 郭東延、車太鉉、林周煥特別登場 |                            |
| Official Fan Club Anniversary                                       |                            |                            |                                |                            |
| 2017年12月24日                                                      | 日本千葉                   | 幕張國際展覽館             |                                |                            |
| 2018朴寶劍粉絲見面會—바.라.봄：for you to blossom                   |                            |                            |                                |                            |
| 2018年3月31日                                                       | 首爾                       | 慶熙大學和平殿堂           |                                |                            |
| 2018年4月1日                                                        | 首爾                       | 慶熙大學和平殿堂           |                                |                            |
| 2019 Park Bo Gum Asia Tour—좋은 날：May your everyday be a good day |                            |                            |                                |                            |
| 2019年1月26日                                                       | 首爾                       | 高麗大學花汀體育館         | P.O特別登場                    |                            |
| 2019年2月3日                                                        | 日本東京                   | 埼玉超級競技場             |                                |                            |
| 2019年2月16日                                                       | 泰國曼谷                   | Thunder Dome               |                                |                            |
| 2019年3月9日                                                        | 新加坡                     | The Star Theatre           |                                |                            |
| 2019年3月16日                                                       | 香港赤鱲角                 | 亞洲國際博覽館             |                                | [ 122 ]                    |
| 2019年3月23日                                                       | 印度尼西亞雅加達           | 卡萨布兰卡 (印尼)          |                                |                            |
| 2019年3月30日                                                       | 马来西亚吉隆坡             | 吉隆坡會展中心             |                                |                            |
| 2019年4月6日                                                        | 臺灣 臺北                  | 台北南港展覽館1館          |                                |                            |
| 2019年6月22日                                                       | 菲律賓 馬尼拉              | Mall of Asia Arena         | 因地震由2019年4月27日延期      |                            |
| Park Bo Gum 8th Anniversary 粉絲見面會—너를 기억해: 记得你          |                            |                            |                                |                            |
| 2019年8月10日                                                       | 首爾                       | Yes24 Live Hall            |                                |                            |
| Park Bo Gum 12th Anniversary 粉絲見面會—Cantabile                   |                            |                            |                                |                            |
| 2023年8月11日                                                       | 首爾                       | 奧林匹克大廳               | Zion.T特別登場                 |                            |
| 2023年8月12日                                                       | 首爾                       | 奧林匹克大廳               | 太陽 (歌手)特別登場            |                            |
| Park Bo Gum 2025 Fan Meeting Tour—Be With You                       |                            |                            |                                |                            |
| 2025年7月26日                                                       | 日本橫濱                   | Pia Arena MM               | 金所泫特別登場                 |                            |
| 2025年7月27日                                                       | 日本橫濱                   | Pia Arena MM               | 李相二特別登場                 |                            |
| 2025年8月1日                                                        | 首爾                       | 獎忠體育館                 | IU特別登場                     |                            |
| 2025年8月2日                                                        | 首爾                       | 獎忠體育館                 | 李相二、許城泰、太元碩特別登場 |                            |
| 2025年8月14日                                                       | 新加坡                     | The Star Theater           |                                |                            |
| 2025年8月17日                                                       | 臺灣 高雄                  | 高雄流行音樂中心           |                                |                            |
| 2025年8月22日                                                       | 菲律賓 馬尼拉              | 亞洲購物中心體育館         |                                |                            |
| 2025年8月24日                                                       | 泰國曼谷                   | UOB LIVE, EMSPHERE         |                                |                            |
| 2025年8月29日                                                       | 香港赤鱲角                 | 亞洲國際博覽館             |                                |                            |
| 2025年8月31日                                                       | 印度尼西亞雅加達           | ICE BSD Hall 1             |                                |                            |
| 2025年9月6日                                                        | 澳門路氹城                 | 倫敦人綜藝館               |                                |                            |
| 2025年9月13日                                                       | 马来西亚吉隆坡             | Idea Live Arena            |                                |                            |
| 2025年9月17日                                                       | 墨西哥蒙特雷               | Arena Monterrey            |                                |                            |
| 2025年9月19日                                                       | 墨西哥墨西哥城             | Auditorio Nacional         |                                |                            |
| 2025年9月21日                                                       | 巴西聖保羅                 | Vibra SP                   |                                |                            |
| 2025年9月24日                                                       | 智利聖地亞哥               | Teatro Caupolican          |                                |                            |
| 2025年10月11日                                                      | 首爾                       | 高麗大學花汀體育館         |                                |                            |

## 獎項
| 年份 | 頒獎典禮                      | 獎項                         | 作品                              | 結果 | 來源                    |
| ---- | ----------------------------- | ---------------------------- | --------------------------------- | ---- | ----------------------- |
| 2014 | 第28屆KBS演技大賞             | 男子新人賞                   | 《交響情人夢》、《真是好時節》    | 提名 |                         |
| 2015 | 第4屆APAN Star Awards         | 男子新人賞                   | 《交響情人夢》、《記得你》        | 提名 |                         |
| 2015 | 第14屆KBS演藝大賞             | 綜藝部門男子新人賞           | 《音樂銀行》                      | 獲獎 |                         |
| 2015 | 第29屆KBS演技大賞             | 男子人氣賞                   | 《記得你》                        | 獲獎 |                         |
| 2015 | 第29屆KBS演技大賞             | 男子配角賞                   | 《記得你》                        | 獲獎 |                         |
| 2015 | 第29屆KBS演技大賞             | 最佳情侶賞（與徐仁國）       | 《記得你》                        | 提名 |                         |
| 2016 | 第8屆亞洲時尚偶像獎           | 時尚偶像賞                   | 不適用                            | 獲獎 | [ 123 ]                 |
| 2016 | 第16屆音樂風雲榜              | 最佳國際藝人獎               | 不適用                            | 獲獎 | [ 124 ]                 |
| 2016 | 第11屆MaxMovie最佳電影賞      | 新星賞                       | 《儲物櫃女孩》                    | 提名 | [ 125 ]                 |
| 2016 | 第52屆百想藝術大賞            | 電影部門男子新人演技賞       | 《儲物櫃女孩》                    | 提名 | [ 126 ]                 |
| 2016 | 第52屆百想藝術大賞            | 電影部門男子人氣賞           | 《儲物櫃女孩》                    | 提名 |                         |
| 2016 | 第52屆百想藝術大賞            | 愛奇藝明星賞                 | 不適用                            | 提名 |                         |
| 2016 | 第52屆百想藝術大賞            | In Style最佳風格賞           | 不適用                            | 獲獎 |                         |
| 2016 | 第52屆百想藝術大賞            | 電視部門男子人氣賞           | 《請回答1988》                    | 提名 |                         |
| 2016 | 第4屆DramaFever Awards        | 最佳新星獎                   | 《請回答1988》                    | 獲獎 | [ 127 ]                 |
| 2016 | 第4屆DramaFever Awards        | 最佳吻戲獎（與惠利）         | 《請回答1988》                    | 獲獎 | [ 127 ]                 |
| 2016 | 第5屆APAN Star Awards         | 男子新人賞                   | 《請回答1988》                    | 獲獎 |                         |
| 2016 | tvN10 Awards                  | made in tvN電視劇男子賞      | 《請回答1988》                    | 提名 | [ 128 ]                 |
| 2016 | tvN10 Awards                  | 最佳吻戲賞（與惠利）         | 《請回答1988》                    | 提名 | [ 128 ]                 |
| 2016 | tvN10 Awards                  | 亞洲明星賞                   | 《請回答1988》                    | 獲獎 | [ 128 ]                 |
| 2016 | 第9屆韓國電視劇節             | 男子優秀賞                   | 《請回答1988》                    | 提名 |                         |
| 2016 | OSEN大獎                      | 年度明星獎                   | 不適用                            | 獲獎 | [ 129 ]                 |
| 2016 | 第1屆亞洲明星盛典             | 男演員人氣賞                 | 不適用                            | 提名 |                         |
| 2016 | 第1屆亞洲明星盛典             | 亞洲明星賞                   | 不適用                            | 獲獎 | [ 130 ]                 |
| 2016 | 第1屆亞洲明星盛典             | 最佳明星賞                   | 《雲畫的月光》                    | 獲獎 | [ 131 ]                 |
| 2016 | KBS演技大賞                   | 大賞                         | 《雲畫的月光》                    | 提名 | [ 132 ] [ 133 ] [ 134 ] |
| 2016 | KBS演技大賞                   | 男子最優秀演技賞             | 《雲畫的月光》                    | 獲獎 | [ 132 ] [ 133 ] [ 134 ] |
| 2016 | KBS演技大賞                   | 中篇電視劇部門男子優秀演技賞 | 《雲畫的月光》                    | 提名 | [ 132 ] [ 133 ] [ 134 ] |
| 2016 | KBS演技大賞                   | 網络男子人氣賞               | 《雲畫的月光》                    | 獲獎 | [ 132 ] [ 133 ] [ 134 ] |
| 2016 | KBS演技大賞                   | 最佳情侶賞（與金裕貞）       | 《雲畫的月光》                    | 獲獎 | [ 132 ] [ 133 ] [ 134 ] |
| 2016 | KBS演技大賞                   | 最佳吻戲賞（與金裕貞）       | 《雲畫的月光》                    | 獲獎 | [ 132 ] [ 133 ] [ 134 ] |
| 2017 | 第53屆百想藝術大賞            | 電視部門男子最優秀演技賞     | 《雲畫的月光》                    | 提名 | [ 135 ]                 |
| 2017 | 第53屆百想藝術大賞            | 電視部門男子人氣賞           | 《雲畫的月光》                    | 獲獎 | [ 135 ]                 |
| 2017 | 第12屆首爾國際電視節          | 韓流電視劇最佳男演員獎       | 《雲畫的月光》                    | 獲獎 |                         |
| 2017 | 第10屆韓國電視劇節            | 男子最優秀賞                 | 《雲畫的月光》                    | 提名 |                         |
| 2017 | 第8屆韓國大眾文化藝術賞       | 文化體育觀光部長官表彰賞     | 不適用                            | 獲獎 |                         |
| 2017 | 第14屆韓國品牌大賞            | 特別賞                       | 不適用                            | 獲獎 | [ 136 ]                 |
| 2017 | 第16屆韓國國會大賞            | 演技部門賞                   | 不適用                            | 獲獎 | [ 137 ]                 |
| 2017 | Fashionista Awards            | 紅毯部門賞                   | 不適用                            | 獲獎 |                         |
| 2017 | 韓國觀光之星                  | 特別功勞賞                   | 不適用                            | 獲獎 |                         |
| 2021 | 第41屆黃金攝影獎              | 男子新人獎                   | 《永生戰》                        | 獲獎 | [ 138 ]                 |
| 2024 | 第8届韩国音乐剧大奖           | 最佳新人男演员               | 《Let Me Fly》                    | 提名 | [ 139 ]                 |
| 2025 | 第61屆百想藝術大獎            | 電視部門 男子最優秀演技獎    | 《苦盡柑來遇見你》                | 提名 | [ 140 ]                 |
| 2025 | 第61屆百想藝術大獎            | 電視部門男子人氣賞           | 《苦盡柑來遇見你》                | 提名 |                         |
| 2025 | 第4屆青龍系列大獎             | 電視劇部門 男主角獎          | 《苦盡柑來遇見你》                | 提名 | [ 141 ]                 |
| 2025 | 第4屆青龍系列大獎             | 人氣明星賞                   | 不適用                            | 獲獎 |                         |
| 2025 | 第7屆亞洲內容大獎&全球OTT大獎 | 最佳男主角                   | 《健將聯盟》                      | 待定 | [ 142 ]                 |
| 2025 | 第52屆韓國放送大獎            | 最優秀綜藝人獎               | 《The seasons 朴寶劍的cantabile》 | 獲獎 | [ 143 ]                 |

## 外部連結
- 官方网站
- 寶劍福祉部 （页面存档备份，存于）
- 朴寶劍的X（前Twitter）
- 朴寶劍的Instagram帳戶
- YouTube上的朴寶劍頻道
- 朴寶劍的新浪微博（英文）
- 日本官方粉絲網站（日語）
- 日本唱片公司網站（日語）
- 朴寶劍在互联网电影资料库（IMDb）上的資料（英文）